# Fusha Sportive Adriatik
Fusha Sportive Adriatik (hette före 2010 för Fusha Sportive Velipojë) är en arena i Velipoja i Albanien. Den är hemmaplan för KF Ada Velipojë med plats för 1 000 åskådare.

### Fotnoter
1. ↑  Albania - KF Ada Velipojë, Soccerway.com